# Lärkemossens naturreservat

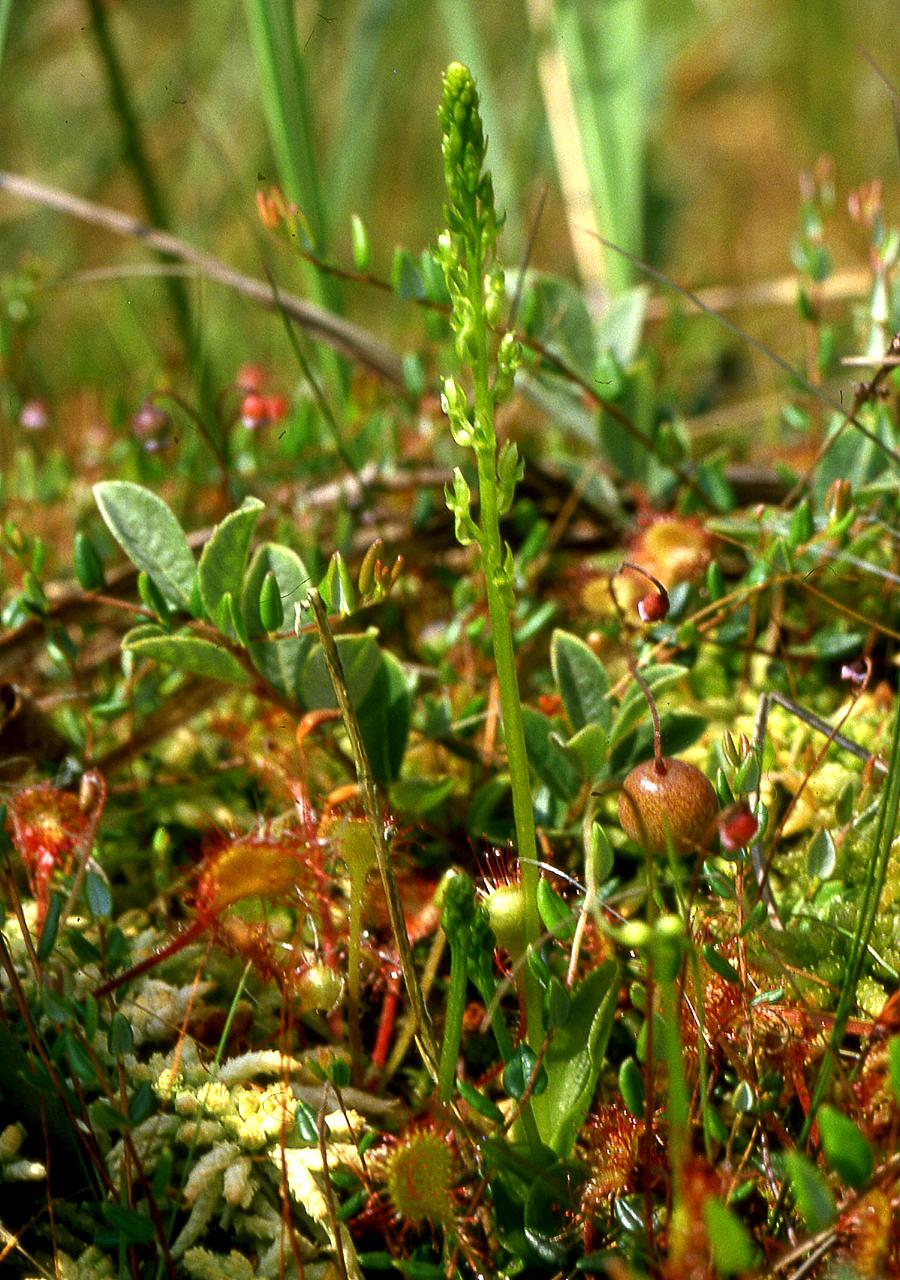
Myggblomster

Lärkemossen är ett naturreservat i Västergötland. Det är beläget i Kullings-Skövde och Södra Härene socknar i Vårgårda kommun med en mindre del i Magra socken i Alingsås kommun.
Reservatet är ett 572 hektar stort myrområde varav 75 hektar är bevuxen med björk och tall. Det är skyddat sedan 1981 och ligger nordväst om samhället Vårgårda.
Tillsammans med Fåglumsmossen bildar Lärkemossen ett 10 kvadratkilometer stort myrkomplex. Floran är rik och den sällsynta orkidén sumpnyckel växer där. Man kan även finna myrlilja, myggblomster, vitstarr, strängstarr och tagelstarr. Där växer anmärkningsvärt nog även dvärgbjörk.
Inom detta mossområde finns ljungpipare, skogssnäppa, grönbena, enkelbeckasin och orre. 
Området ingår i EU:s ekologiska nätverk av skyddade områden, Natura 2000.
Det förvaltas av Västkuststiftelsen.